# 청어속

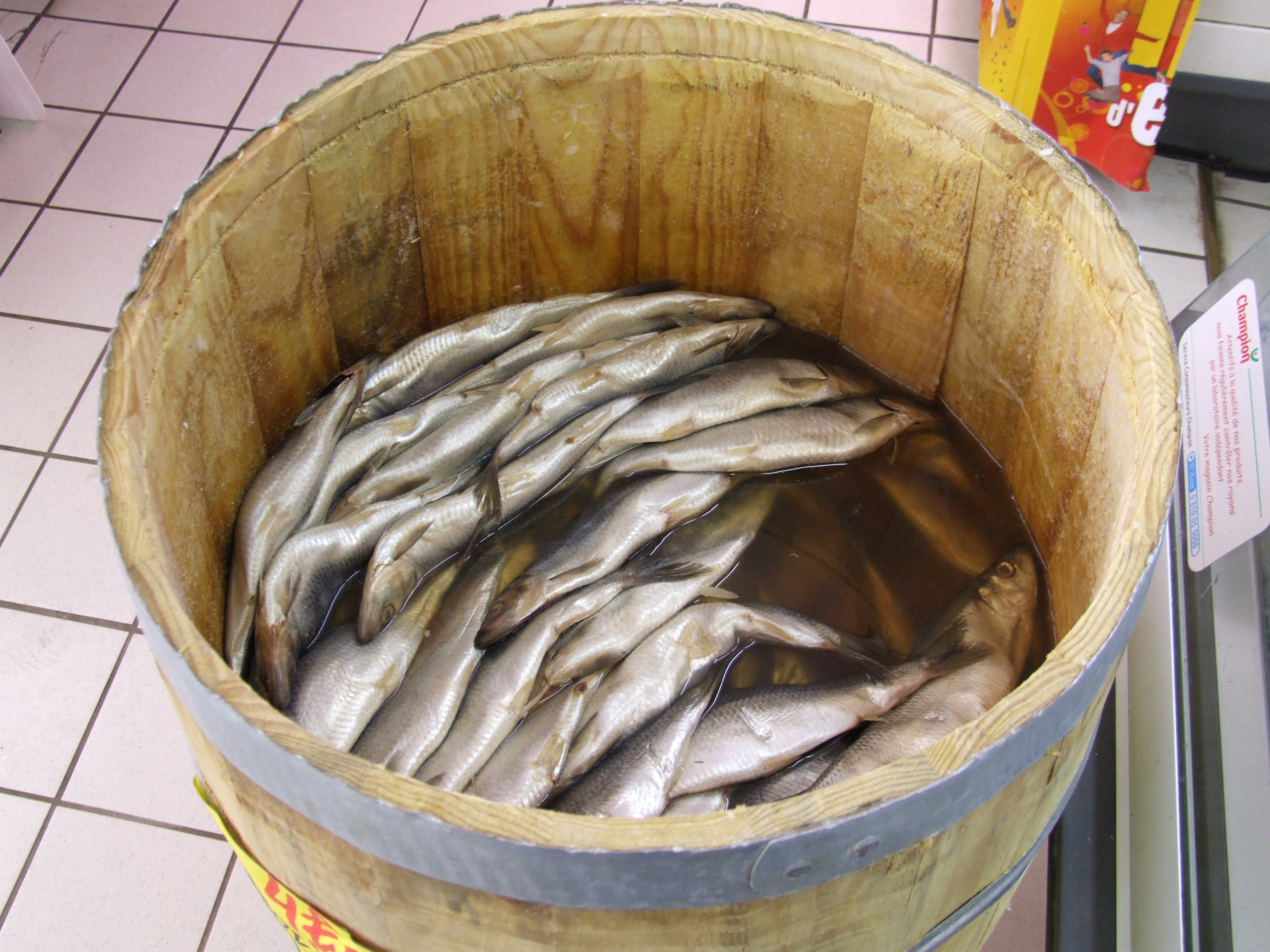
대서양청어(Clupea harengus)

청어(靑魚)는 청어과 청어속(靑魚屬, Clupea)에 속하는 어류의 총칭이다. 기름기가 많은 작은 생선군이며, 북대서양, 발트해, 북태평양, 지중해의 온대류의 얕은 바다에서 발견된다. 청어에는 15가지 종의 생선이 있으며, 가장 많은 종이 대서양청어(Clupea harengus)이다. 대한민국 해역을 포함하는 태평양에 서식하는 청어는 청어(Clupea pallasii)이다. 청어는 대규모 집단으로 움직이며, 봄에 유럽과 아메리카 해안에 올라오며, 어획되어 소금에 대량으로 절이거나 훈제한다.

## 종
- 아라우카니아청어 (C. bentincki)
- 대서양청어 (C. harengus)
- 청어 (C. pallasii)

## 같이 보기
- 과메기
- 수르스트룀밍